# آنتروپی و زندگی
جستجو و کاوش پیرامون رابطهٔ میان آنتروپی در دانش ترمودینامیک و برآیش در زندگی در قرن ۲۰ آغاز گشت. در سال ۱۹۱۰ تاریخدان آمریکایی هنری آدامز مقالاتی حاوی تئوری تاریخی که بر اساس قانون دوم ترمودینامیک و اصول آنتروپی منتشر کرد.
از سال ۱۹۴۴ که کتاب حیات چیست؟ توسط فیزیکدان برجسته اروین شرودینگر انتشار یافت نقش محرک زیادی در این زمینه تحقیقات داشت. در آن کتاب شرودینگر به تشریح اینکه جهان توسط آنتروپی منفی بلعیده شده پرداخت که در ویرایش بعدی کتاب با توجه به نقد منتقدین اصلاحاتی انجام داده و اعلام کرد منبع درست انرژی آزاد ترمودینامیکی است.
بیشتر تفاسیری (مربوط به رابطه ترمودینامیک و تکامل موجودات) که در سال‌های اخیر انجام شده به تشریح و بررسی انرژی آزاد گیبس محدود شد زیرا بیشتر فرایندهای بیولوژیکی طبعیت در دما و فشار ثابت انجام می‌شود مانند فشار ثابت جو یا اعماق دریا.
بر اساس نظر آلبرت لستر لنینگر موجودات نظم درونی خود را با دریافت انرژی آزاد از محیط و از راه دریافت خوراک یا نور خورشید حفظ کرده و همان میزان انرژی را به محیط خود به صورت تولید آنتروپی و گرما پس میدهند.